# Förföljelsen
Förföljelsen är en norsk-svensk dramafilm från 1981 med regi och manus av Anja Breien. I rollerna ses bland andra Lil Terselius, Bjørn Skagestad och Anita Björk.

## Om filmen
Förföljelsen var en svensk-norsk samproduktion som producerades av Gunnar Svensrud och fotades av Erling Thurmann-Andersen. Den premiärvisades på filmfestivalen i Venedig i september 1981 och hade svensk biografpremiär den 13 augusti 1982 i Stockholm.
Terselius tilldelades priset i kategorin "bästa skådespelare" vid filmfestivalen i Venedig 1981 och Breien fick ett hedersomnämnande vid samma festival.

## Handling
Filmen utspelar sig kring år 1630 i en fjällby.

## Rollista
- Lil Terselius – Eli Laupstad
- Bjørn Skagestad – Aslak Gimra
- Anita Björk – Ingeborg Eriksdotter Jaatun, den kloka kvinnan
- Erik Mørk – Henrik Ravn, danskkungens fogde
- Ella Hval – Guri Lappesyls, den gamla kvinnan
- Mona Jacobsen	– Maren Lid, den stumma kvinnan
- Espen Skjønberg – Kristoffer Klomber, den leende tjuven
- Eilif Armand – Rasmus Knag, prästen
- Jan Hårstad – Njell Asserson
- Lars Andreas Larssen – Glaser, tysk gruvexpert
- Cay Kristiansen – Bolle, kammartjänare
- Jens Okking – Blomme, kungens myntmästare
- Jorunn Kjellsby – Dordi, tjänsteflicka på Jaatun
- Hæge Juve – tjänsteflicka på Jaatun
- Lothar Lindtner – tjänstehjon på Jaatun
- Oddbjørn Hesjevoll – Torkel, tjänstehjon på Jaatun

### Fotnoter
1. 1 2 3  ”Förföljelsen”. Svensk Filmdatabas. http://sfi.se/sv/svensk-filmdatabas/Item/?itemid=5924&type=MOVIE&iv=Basic&ref=/templates/SwedishFilmSearchResult.aspx?id%3d1225%26epslanguage%3dsv%26searchword%3df%C3%B6rf%C3%B6ljelsen%26type%3dMovieTitle%26match%3dBegin%26page%3d1%26prom%3dFalse. Läst 15 maj 2013.
2. ↑  ”Förföljelsen”. IMDb.com. http://www.imdb.com/title/tt0082401/awards?ref_=tt_awd. Läst 15 maj 2013.